# M4 Sherman
M4 Sherman (oficiální označení americké armády Medium Tank, M4) byl nejznámější americký tank ve druhé světové válce a krátce po ní. Pojmenován byl britskými vojsky po americkém generálu Shermanovi. S téměř padesáti tisíci vyrobenými kusy to byl druhý nejpočetnější tank války, předčil jej pouze ruský T-34. Kromě nasazení v ozbrojených silách USA byl v rámci programu o půjčce a pronájmu dodáván dalším mocnostem vzdorujícím Německu: Více než třetina všech vyrobených Shermanů putovala britské armádě, čtyři tisíce Sovětskému svazu. V době prvních bojů byl Sherman lépe vyzbrojen i opancéřován než libovolné německé tanky, proti nejrozšířenějším strojům Panzerkampfwagen IV a Sturmgeschütz III zůstal efektivní až do konce války, ale s nejtěžšími tanky protivníka se nemohl měřit.

## Vývoj

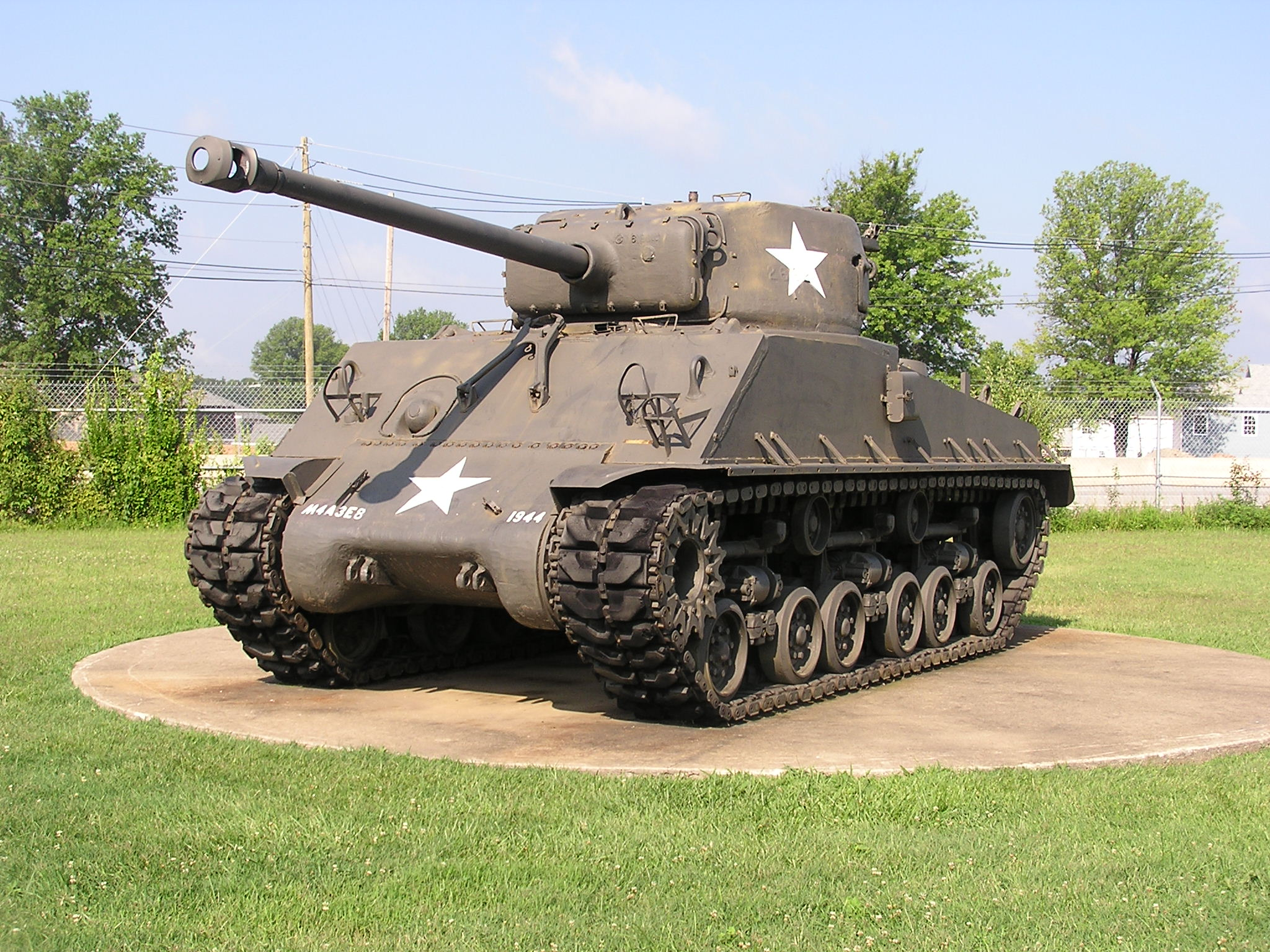
Sherman M4A3E8 vybavený 76mm kanónem

Sherman vycházel z dřívějšího amerického tanku M3, na rozdíl od svého předchůdce však nesl 75mm kanón ve věži, nikoliv v korbě. První prototyp byl dokončen dne 2. září 1941 a z tanku M3 si ještě zachoval boční průlez, který však byl pro sériovou výrobu odstraněn. Konečný konstrukční model T6 se stal standardizovaný jako M4 a v říjnu 1941 začala jeho výroba.
V průběhu války prošel tank M4 několika změnami. Některé modely nahradily původní 75mm kanón M3 houfnicí ráže 105 mm, pozdější stroje byly často vyzbrojeny 76mm kanónem M1, tanky britských jednotek byly někdy osazeny výkonným protitankovým dělem Ordnance QF 17 pounder pod názvem Sherman Firefly. Vedle standardních variant byly v malém množství vyrobeny i speciální verze, například obojživelné Shermany DD, které byly použity při vylodění v Normandii, nosiče raket T34 Calliope či verze se zařízením na ničení minových polí.
Shermany zůstaly v americké výzbroji i dlouho po druhé světové válce, model M4A3 byl nasazen v korejské válce, kde doplňoval těžší tanky M26 Pershing a modernější stroje M46 Patton. Ještě delší život měly v armádách jiných států, například Izraelské obranné síly používaly vylepšené varianty M51 Sherman v Šestidenní válce v roce 1967 a v jejich výzbroji zůstaly až do osmdesátých let.

## Bojové nasazení Shermanů
Bojovou premiérou Shermanů byla druhá bitva u El Alameinu v říjnu 1942, kde si vedly dobře proti německým a italským tankům. Coby nejpočetnější americký tank bojoval na všech frontách války, důležitého nasazení se dočkal při osvobozování Francie a Beneluxu a v bitvě v Ardenách.

## M4 Sherman na českém území
Tanky M4 používala americká i sovětská armáda při osvobozování Československa v roce 1945. K nejznámějším městům osvobozeným tanky M4 patří Plzeň. Rudá armáda používala tanky M4 např. při osvobozování Brna. V roce 2015 se v České republice nacházely tři exempláře tanku M4 Sherman. Jeden je vystaven v areálu Zoologické zahrady Plzeň, další dva ve Vojenském muzeu Lešany.

## Počty vyrobených verzí
| Verze       | Počet kusů |
| ----------- | ---------- |
| M4          | 6748       |
| M4 (105 mm) | 1641       |
| M4A1        | 6281       |
| M4A1 (76)W  | 3426       |
| M4A2        | 8053       |
| M4A2 (76)W  | 2915       |
| M4A3        | 1690       |
| M4A3 (75)W  | 3071       |
| M4A3 (76)W  | 4542       |
| M4A3 (105)  | 3039       |
| M4A3E2      | 254        |
| M4A4        | 7499       |
| M4A6        | 75         |

## Galerie

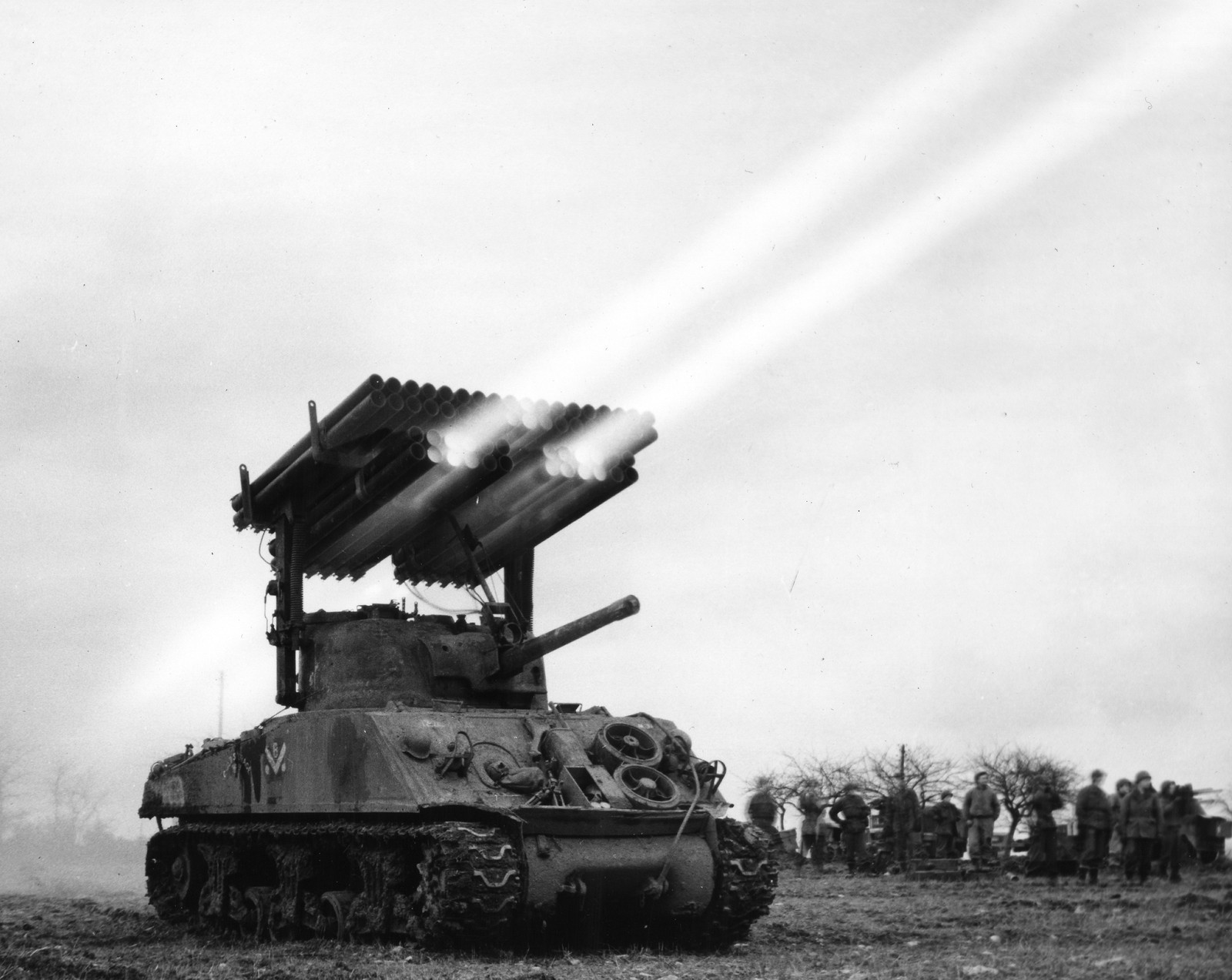
Sherman s raketometem T34 Calliope
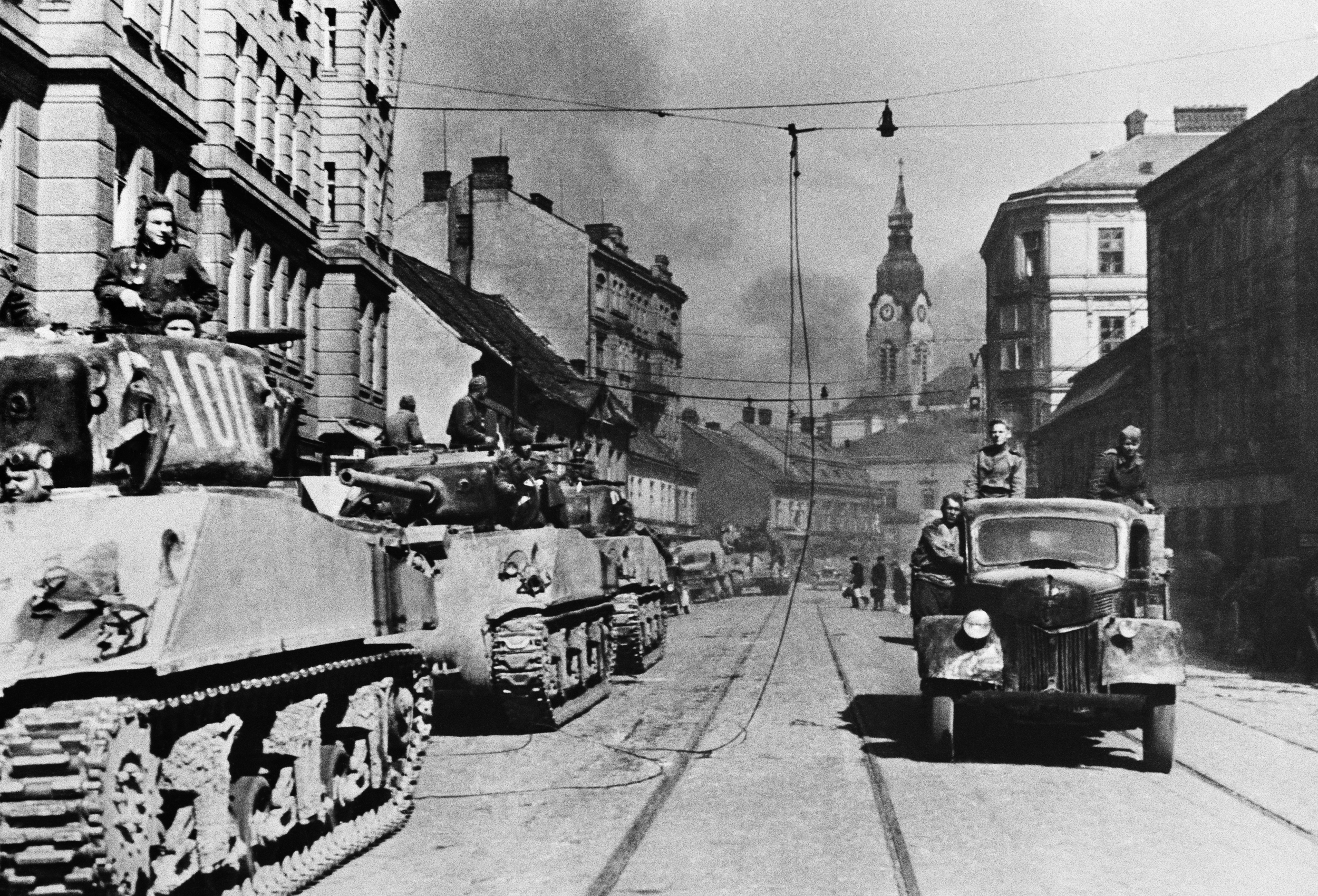
Tanky Sherman ve výzbroji Rudé armády na Křenové ulici v Brně v dubnu 1945
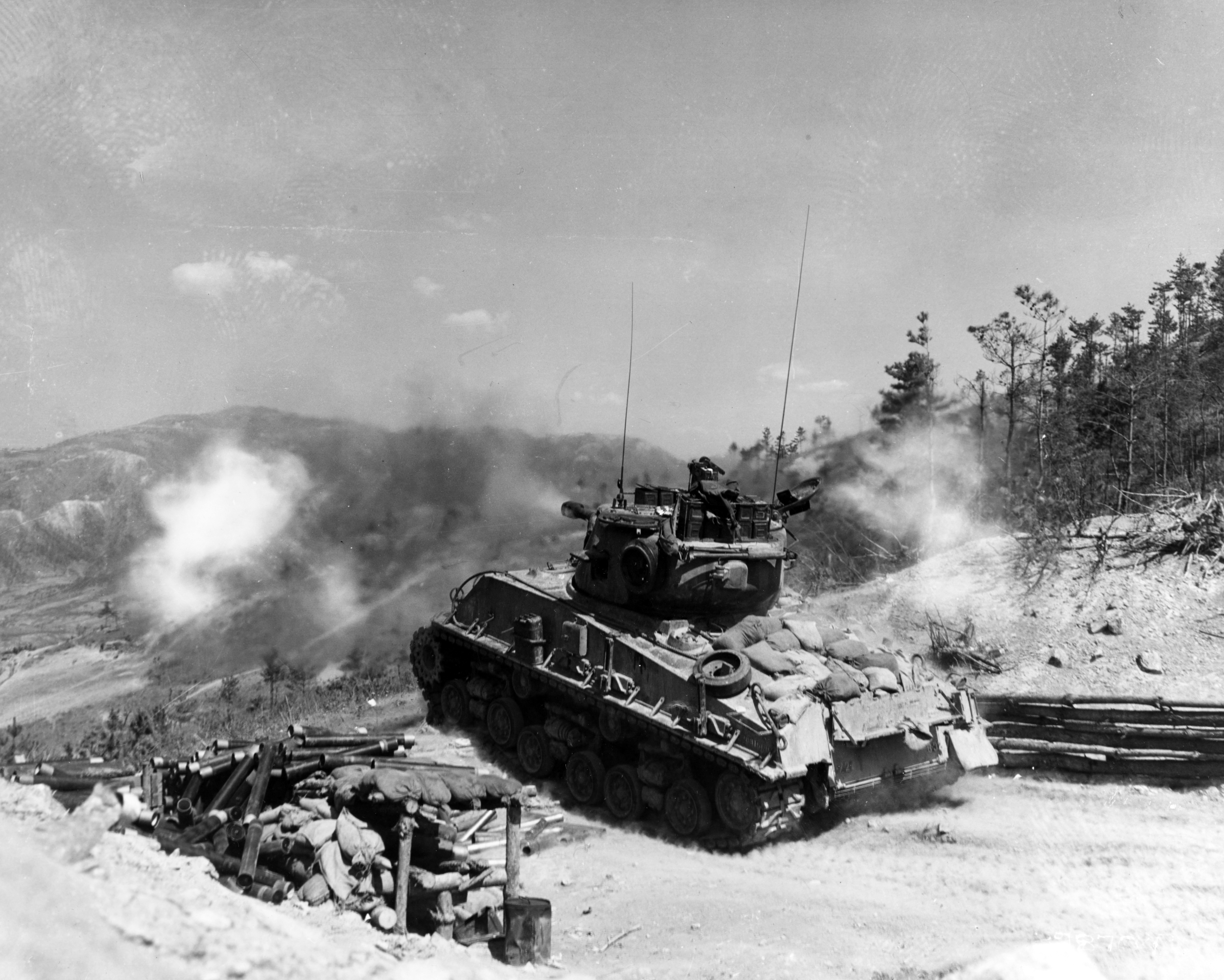
Sherman M4A3E8 v Koreji, květen 1952
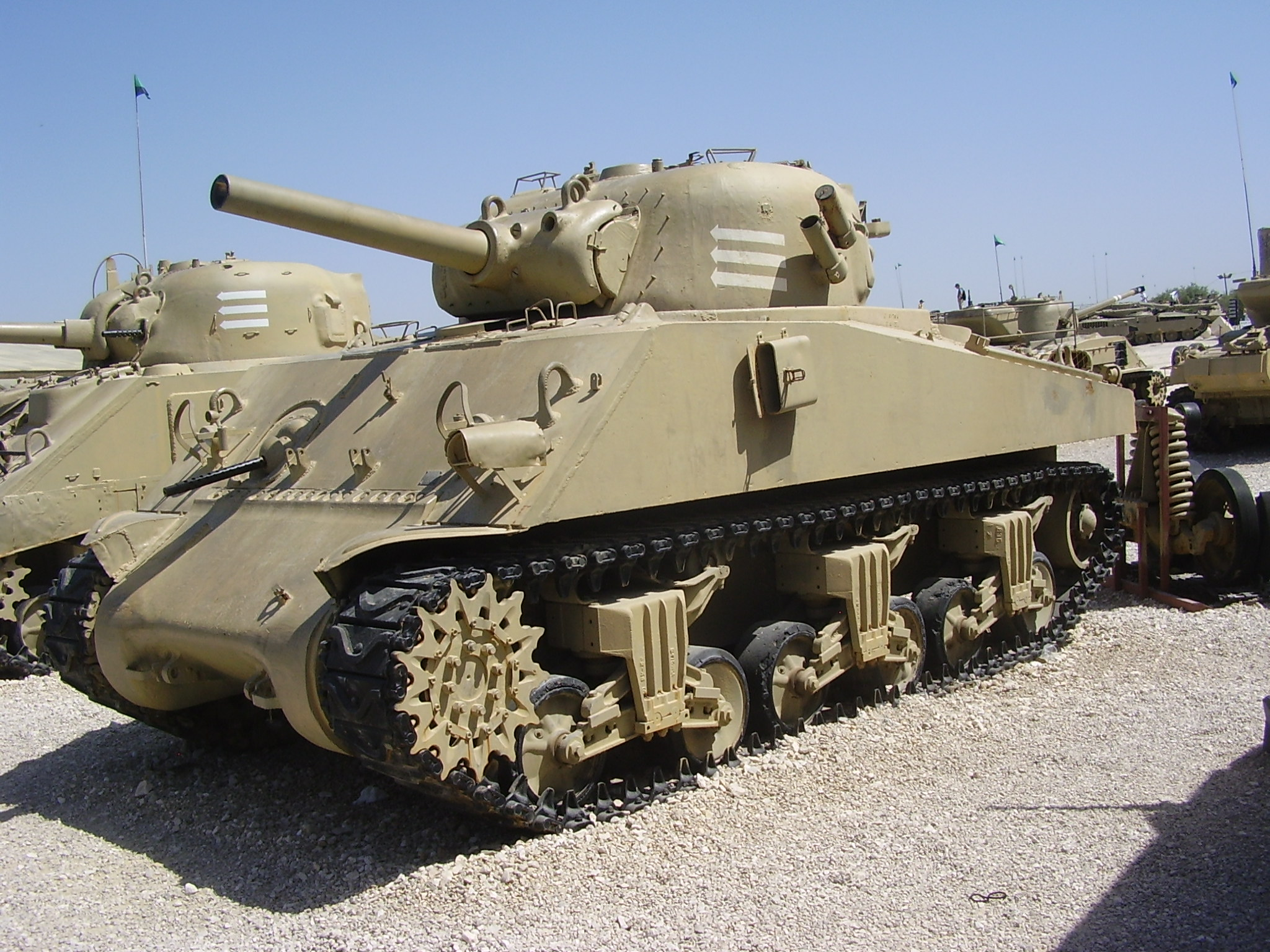
Izraelský Sherman se 105mm houfnicí
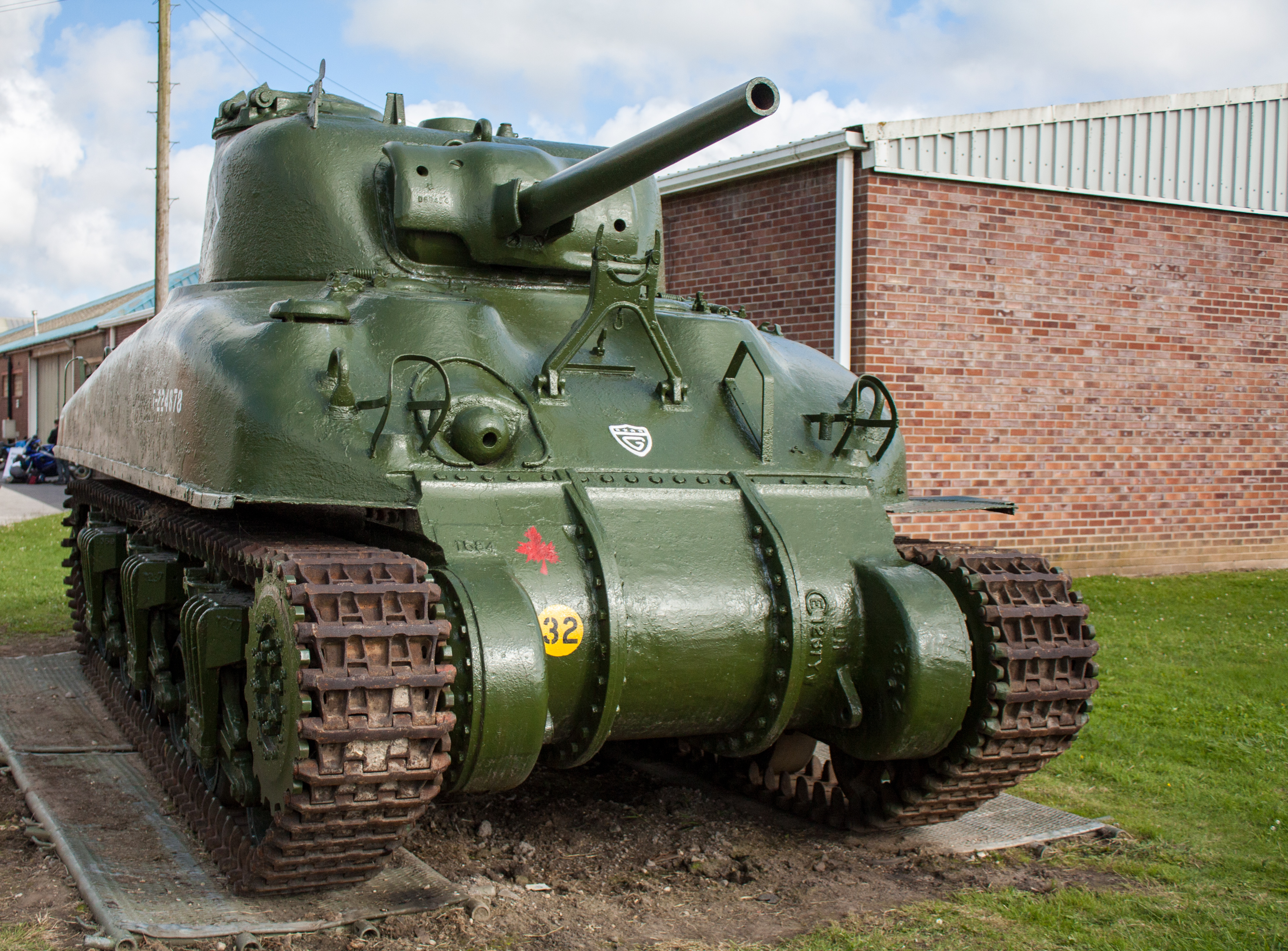
Sherman s odlévanou věží a trupem
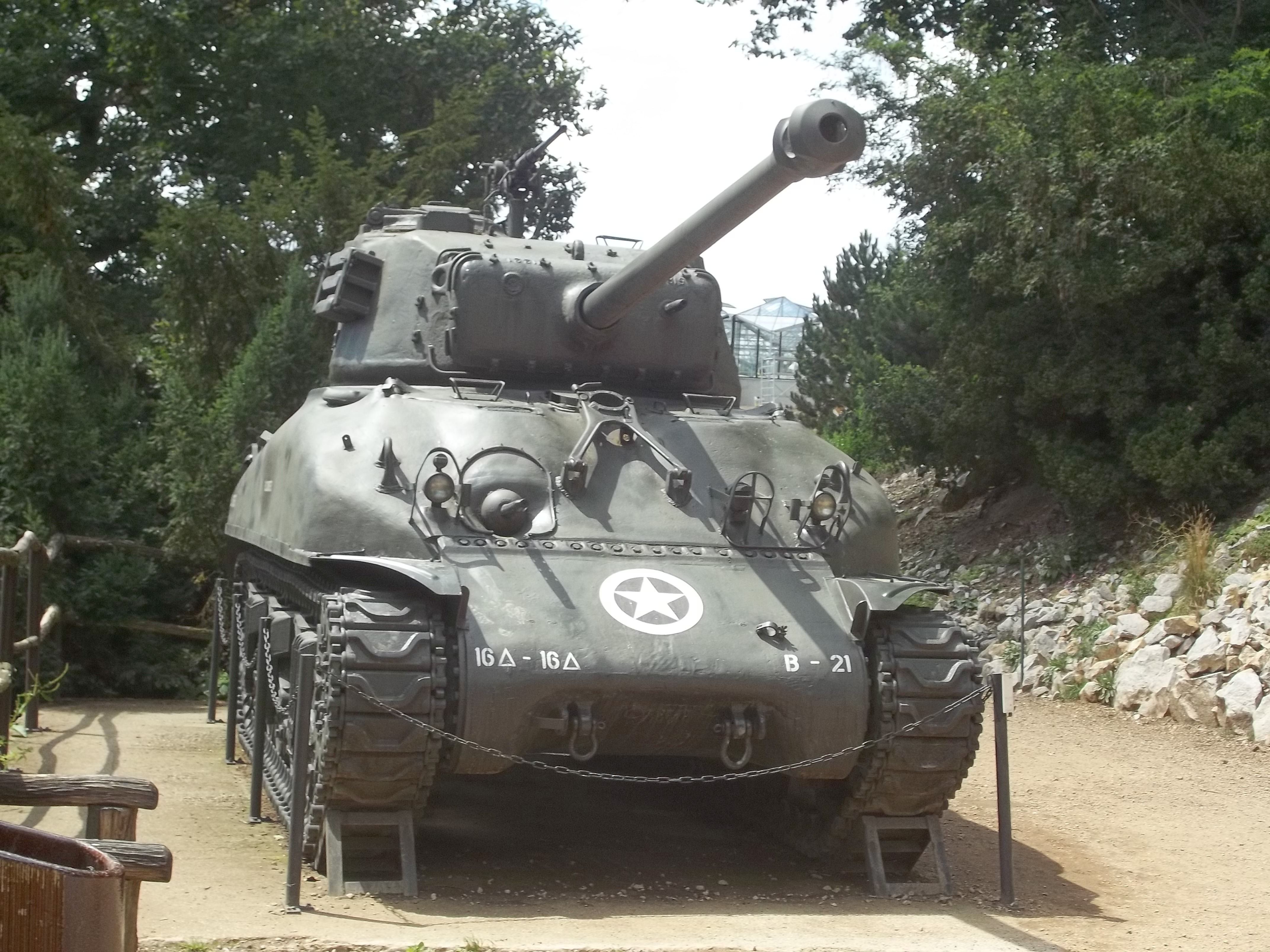
Tank M4 Sherman vystavený v ZOO Plzeň